# Pueblo San Jorge
San Jorge es una localidad del partido de Laprida, provincia de Buenos Aires, Argentina.

## Ubicación
Se encuentra a 51 km al norte de la ciudad de Laprida a través de las rutas RP 86 y RP 76.

## Población
Cuenta con 248 habitantes (Indec, 2010), lo que representa un descenso del 7% frente a los 267 habitantes (Indec, 2001) del censo anterior.
| Gráfica de evolución demográfica de Pueblo San Jorge entre 1991 y 2010 |
|                                                                        |
| Fuente: Censos nacionales del INDEC                                    |

## Autoridades
Desde el año 2023 se encuentra en función el delegado municipal Valeria Errobidart.

## Historia
El 15 de noviembre de 1876, la Cámara de Diputados sancionó la Ley 1083, referida a la Ley de Tierras, por la cual se mandaban a mensurar, dividir en secciones y vender los terrenos públicos. El agrimensor Vicente Sousa fue el encargado de medir las tierras que componían la séptima sección en el año 1878, (abarcaban parte de los partidos actuales de Olavarría, La Madrid y Laprida). El 19 de julio de 1879, el gobernador de la provincia de Buenos Aires Carlos Tejedor aprobó y otorgó la venta al señor Tomás Keen de un campo situado en el partido de Juárez compuesto de ocho mil hectáreas. En septiembre del mismo año, el Juez en lo Civil Dr. Noguera, comisionó al agrimensor Germán Khur para realizar la mensura del terreno de Tomás Keen. El 30 de septiembre el departamento de Ingenieros aprobó la mensura realizada por el agrimensor Khur de la propiedad de Tomás Keen y el 6 de abril de 1881, Tomás Keen vendió el campo citado a su hermano Jorge E. Keen.A comienzos de 1889, el señor Jorge Keen se dirigió al gobierno proponiendo la formación de varios centros agrícolas en tierras de su propiedad en el partido de Olavarría denominados: "Chimá", "San Jorge", "Keen" y "Lauquén". El 8 de marzo el P.E. autorizó a Jorge E. Keen para establecer el Centro Agrícola "San Jorge", de acuerdo con lo dispuesto en la Ley del 25 de noviembre de 1887 y decreto reglamentario del 25 de diciembre del mismo año. El agrimensor Max Berlín fue comisionado para realizar la mensura del centro agrícola denominado "San Jorge", comenzando a practicar la misma el 2 de junio de 1889 y finalizando el 24 de julio del mismo año.El Departamento de Ingenieros examinó la misma dejando constancia de las reservas para usos públicos que se han dejado para Policía, Municipalidad, cementerio, escuelas rurales y los terrenos necesarios para edificios públicos, aprobando la mensura el 2 de agosto. El 7 de agosto de 1889 el P.E. resuelve aprobar la mensura de los Centros Agrícolas "San Jorge" y "Chimá" de propiedad del señor Héctor de Elía, destacando que debía darse intervención a la oficina de Agricultura y a la Escribanía Mayor de Gobierno. Para ese entonces ya estaba concretada la venta que se había venido tramitando de las tierras de Jorge Keen al señor Héctor de Elía, es por este motivo que en algunos papeles oficiales aparecía de Elía como propietario del Centro Agrícola. Recién el 20 de agosto de 1889 ante el escribano Antonio Ramírez se escritura la venta de Keen a de Elía de 27.727 hectáreas en la suma de 1.283,738 pesos moneda nacional.

## Instituciones
Cuenta con la Escuela Primaria n.º 2 Juan Bautista Alberdi creada en 1891, y en el mismo edificio funciona la Escuela Secundaria  n.º 2 José Eugenio Lacout y escuela de adultos. Los más pequeños reciben su educación en el jardín 902 Girasoles. En el Club Atlético San Jorge se desarrollan las actividades deportivas: fútbol de campaña, bochas, hockey; y juegos de naipes. En la capilla de Nuestra Señora del Carmen, fundada en el año 1900, los cristianos reciben la catequesis, participan de las celebraciones semanales y las misas mensuales.